# Eumedonia astorica
Eumedonia astorica is een vlinder uit de familie van de Lycaenidae. De wetenschappelijke naam van de soort is voor het eerst gepubliceerd in 1925 door William Harry Evans. 
De soort komt voor in de Himalaya.